# Six Nations der Frauen
Die Women's Six Nations (dt. Sechs Nationen, aufgrund des Hauptsponsors Guinness seit 2019 auch Guinness Women's Six Nations genannt) ist ein jährlich stattfindendes Turnier in der Sportart Rugby Union, an dem die Nationalmannschaften aus England, Frankreich, Irland, Italien, Schottland, Wales teilnehmen.

## Geschichte
Die Erstaustragung fand mit den vier Home Nations (England, Irland, Schottland, Wales) in der Saison 1995–96 statt.
In der Saison 1998–99 kam mit Frankreich eine fünfte Nation dazu. Die beiden folgenden Jahre ersetzte Spanien Irland.
In der Saison 2001–02 trat das Turnier das erste Mal mit 6 Nationen in Erscheinung England, Frankreich, Irland, Schottland, Wales und Spanien. Spanien war zu der Zeit im World Ranking höher eingestuft als Italien und verdiente daher den Platz im Turnier.
Im Jahr 2007 nahm das Six Nations-Komitee Italien offiziell als sechste Nation im Turnier auf wodurch sie Spanien ersetzten. Dies brachte den Wettbewerb in Einklang mit dem der Männer sowie in seine heute gespielte Form.
England ist seit der Gründung die dominierende Mannschaft des Turniers und konnten bis jetzt 21 der 30 Austragungen gewinnen.

## Ergebnisse

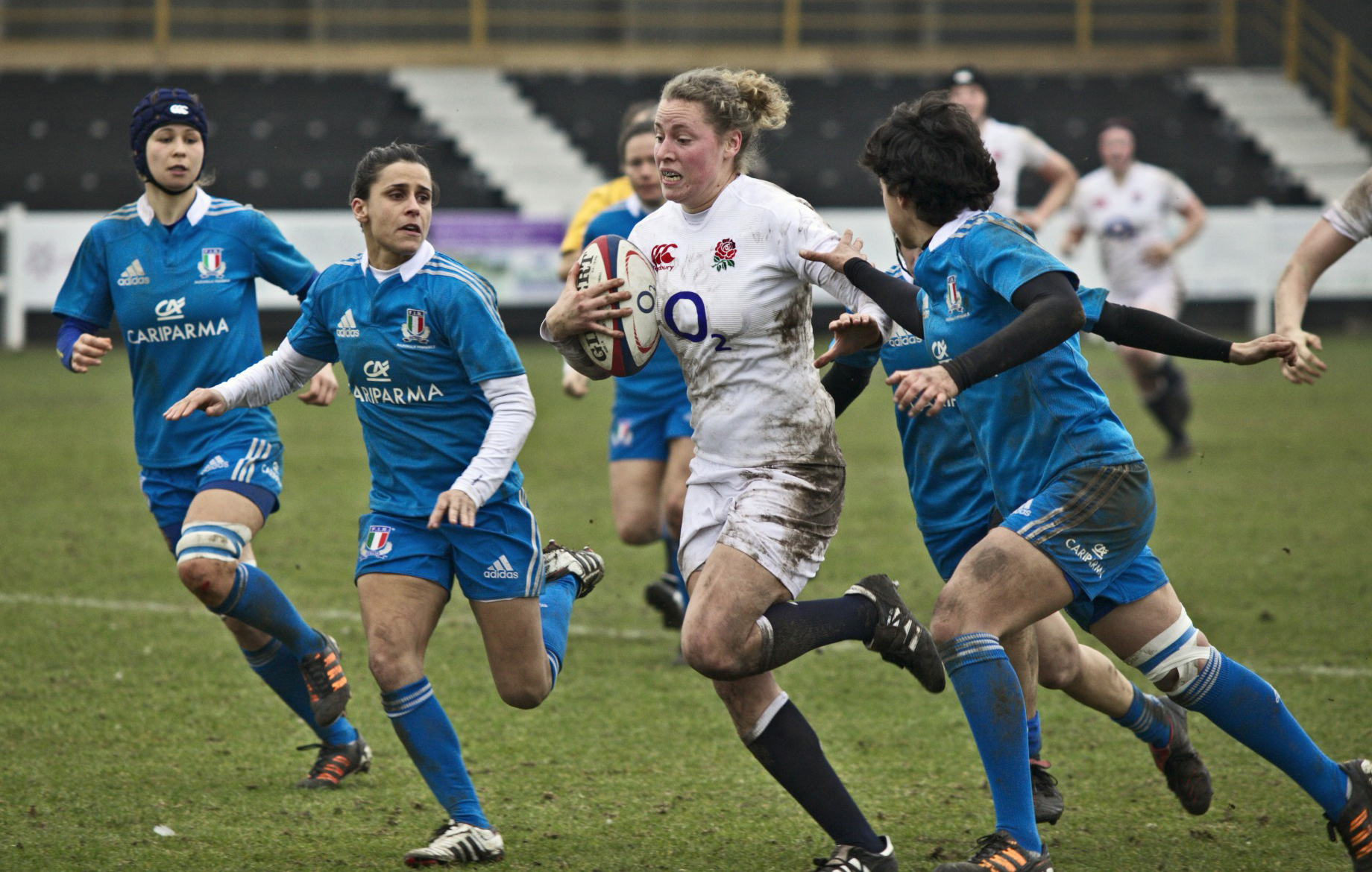
England gegen Italien (RBS Six Nations)

### Insgesamt
|                    | England | Frankreich | Irland | Italien | Schottland | Spanien | Wales |
| ------------------ | ------- | ---------- | ------ | ------- | ---------- | ------- | ----- |
| Turniere           | 29      | 26         | 27     | 18      | 29         | 7       | 29    |
| Gewonnene Turniere | 20      | 6          | 2      | 0       | 1          | 0       | 0     |
| Grand Slams        | 18      | 5          | 1      | 0       | 1          | 0       | 0     |
| Triple Crowns      | 24      | —          | 2      | —       | 1          | —       | 1     |
| Wooden Spoons      | 0       | 0          | 6      | 3       | 9          | 2       | 8     |

### Home Nations (1996–1998)
| Jahr | Sieger     | Grand Slam | Triple Crown | Wooden Spoon |
| ---- | ---------- | ---------- | ------------ | ------------ |
| 1996 | England    | England    | England      | Wales        |
| 1997 | England    | England    | England      | Irland       |
| 1998 | Schottland | Schottland | Schottland   | Irland       |

### Five Nations (1999–2001)
| Jahr | Sieger  | Grand Slam | Triple Crown | Wooden Spoon |
| ---- | ------- | ---------- | ------------ | ------------ |
| 1999 | England | England    | England      | Irland       |
| 2000 | England | England    | England      | Wales        |
| 2001 | England | England    | England      | Wales        |

### Six Nations (seit 2002)
| Jahr | Sieger     | Grand Slam          | Triple Crown        | Wooden Spoon  |
| ---- | ---------- | ------------------- | ------------------- | ------------- |
| 2002 | Frankreich | Frankreich          | England             | Irland        |
| 2003 | England    | England             | England             | Spain         |
| 2004 | Frankreich | Frankreich          | England             | Irland        |
| 2005 | Frankreich | Frankreich          | England             | Wales         |
| 2006 | England    | England             | England             | Spain         |
| 2007 | England    | England             | England             | Italien       |
| 2008 | England    | England             | England             | Schottland    |
| 2009 | England    | –                   | Wales               | Italien       |
| 2010 | England    | England             | England             | Wales         |
| 2011 | England    | England             | England             | Schottland    |
| 2012 | England    | England             | England             | Schottland    |
| 2013 | Irland     | Irland              | Irland              | Schottland    |
| 2014 | Frankreich | Frankreich          | England             | Schottland    |
| 2015 | Irland     | –                   | Irland              | Schottland    |
| 2016 | Frankreich | –                   | England             | Schottland    |
| 2017 | England    | England             | England             | Italien       |
| 2018 | Frankreich | Frankreich          | England             | Wales         |
| 2019 | England    | England             | England             | Schottland    |
| 2020 | England    | England             | England             | abgebrochen a |
| 2021 | England    | nicht ausgetragen b | nicht ausgetragen b | Wales         |
| 2022 | England    | England             | England             | Schottland    |
| 2023 | England    | England             | England             | Irland        |
| 2024 | England    | England             | England             | Wales         |
| 2025 | England    | England             | England             | Wales         |

## Endplatzierungen

### Zusammenfassung
|            | Home Nations | Home Nations | Home Nations | Five Nations | Five Nations | Five Nations | Six Nations | Six Nations | Six Nations | Six Nations | Six Nations | Six Nations | Six Nations | Six Nations | Six Nations | Six Nations | Six Nations | Six Nations | Six Nations | Six Nations | Six Nations | Six Nations | Six Nations | Six Nations | Six Nations | Six Nations | Six Nations | Six Nations | Six Nations | Six Nations |
| ---------- | ------------ | ------------ | ------------ | ------------ | ------------ | ------------ | ----------- | ----------- | ----------- | ----------- | ----------- | ----------- | ----------- | ----------- | ----------- | ----------- | ----------- | ----------- | ----------- | ----------- | ----------- | ----------- | ----------- | ----------- | ----------- | ----------- | ----------- | ----------- | ----------- | ----------- |
| 1996       | 1997         | 1998         | 1999         | 2000         | 2001         | 2002         | 2003        | 2004        | 2005        | 2006        | 2007        | 2008        | 2009        | 2010        | 2011        | 2012        | 2013        | 2014        | 2015        | 2016        | 2017        | 2018        | 2019        | 2020        | 2021        | 2022        | 2023        | 2024        | 2025        |             |
| England    | 1.           | 1.           | 2.           | 1.           | 1.           | 1.           | 2.          | 1.          | 2.          | 2.          | 1.          | 1.          | 1.          | 1.          | 1.          | 1.          | 1.          | 3.          | 2.          | 4.          | 2.          | 1.          | 2.          | 1.          | 1.          | 1.          | 1.          | 1.          | 1.          | 1.          |
| Frankreich | —            | —            | —            | 2.           | 2.           | 2.           | 1.          | 3.          | 1.          | 1.          | 3.          | 2.          | 3.          | 4.          | 2.          | 2.          | 2.          | 2.          | 1.          | 2.          | 1.          | 3.          | 1.          | 3.          | 2.          | 2.          | 2.          | 2.          | 2.          | 2.          |
| Irland     | 3.           | 4.           | 4.           | 5.           | —            | —            | 6.          | 5.          | 5.          | 5.          | 5.          | 4.          | 4.          | 3.          | 3.          | 3.          | 3.          | 1.          | 3.          | 1.          | 3.          | 2.          | 3.          | 5.          | 3.          | 3.          | 4.          | 6.          | 3.          | 3.          |
| Italien    | —            | —            | —            | —            | —            | —            | —           | —           | —           | —           | —           | 6.          | 5.          | 6.          | 5.          | 5.          | 5.          | 5.          | 4.          | 3.          | 5.          | 6.          | 4.          | 2.          | 4.          | 4.          | 5.          | 5.          | 5.          | 4.          |
| Schottland | 2.           | 2.           | 1.           | 3.           | 4.           | 4.           | 3.          | 2.          | 4.          | 3.          | 4.          | 5.          | 6.          | 5.          | 4.          | 6.          | 6.          | 6.          | 6.          | 6.          | 6.          | 4.          | 5.          | 6.          | 5.          | 5.          | 6.          | 4.          | 4.          | 5.          |
| Spanien    | —            | —            | —            | —            | 3.           | 3.           | 4.          | 6.          | 3.          | 4.          | 6.          | —           | —           | —           | —           | —           | —           | —           | —           | —           | —           | —           | —           | —           | —           | —           | —           | —           | —           | —           |
| Wales      | 4.           | 3.           | 3.           | 4.           | 5.           | 5.           | 5.          | 4.          | 6.          | 6.          | 2.          | 3.          | 2.          | 2.          | 6.          | 4.          | 4.          | 4.          | 5.          | 5.          | 4.          | 5.          | 6.          | 4.          | 6.          | 6.          | 3.          | 3.          | 6.          | 6.          |

### Tabellen

#### Home Nations (1996–1998)
| Position | Nation     | Turniere | Spiele   | Spiele   | Spiele        | Spiele   | Punkte | Punkte  | Punkte | Tabellen Punkte | Awards | Awards | Awards | Awards |
| Position | Nation     | Turniere | Gespielt | Gewonnen | Unentschieden | Verloren | For    | Against | Diff   | Tabellen Punkte | TW     | GS     | TC     | WS     |
| -------- | ---------- | -------- | -------- | -------- | ------------- | -------- | ------ | ------- | ------ | --------------- | ------ | ------ | ------ | ------ |
| 1        | England    | 3        | 9        | 8        | 0             | 1        | 255    | 72      | +183   | 16              | 2      | 2      | 2      | 0      |
| 2        | Schottland | 3        | 9        | 6        | 0             | 3        | 121    | 66      | +55    | 12              | 1      | 1      | 1      | 0      |
| 3        | Wales      | 3        | 9        | 3        | 0             | 6        | 125    | 184     | –59    | 6               | 0      | 0      | 0      | 1      |
| 4        | Irland     | 3        | 9        | 1        | 0             | 8        | 56     | 235     | –179   | 2               | 0      | 0      | 0      | 2      |

#### Five Nations (1999–2001)
| Position | Nation     | Turniere | Spiele   | Spiele   | Spiele        | Spiele   | Punkte | Punkte  | Punkte | Tabellen punkte | Awards | Awards | Awards | Awards |
| Position | Nation     | Turniere | Gespielt | Gewonnen | Unentschieden | Verloren | For    | Against | Diff   | Tabellen punkte | TW     | GS     | TC     | WS     |
| -------- | ---------- | -------- | -------- | -------- | ------------- | -------- | ------ | ------- | ------ | --------------- | ------ | ------ | ------ | ------ |
| 1        | England    | 3        | 12       | 12       | 0             | 0        | 491    | 68      | +423   | 24              | 3      | 3      | 3      | 0      |
| 2        | Frankreich | 3        | 12       | 8        | 0             | 4        | 240    | 141     | +99    | 16              | 0      | 0      | N/A    | 0      |
| 3        | Schottland | 3        | 12       | 5        | 0             | 7        | 172    | 246     | –74    | 10              | 0      | 0      | 0      | 0      |
| 4        | Spanien    | 2        | 8        | 4        | 0             | 4        | 74     | 135     | –61    | 8               | 0      | 0      | N/A    | 0      |
| 5        | Wales      | 3        | 12       | 1        | 0             | 11       | 77     | 341     | –264   | 2               | 0      | 0      | 0      | 2      |
| 6        | Irland     | 1        | 4        | 0        | 0             | 4        | 5      | 128     | –123   | 0               | 0      | 0      | 0      | 1      |

#### Six Nations (ohne das Bonus Punkt System) (2002–2016)
| Position | Nation     | Turniere | Spiele   | Spiele   | Spiele        | Spiele   | Punkte | Punkte  | Punkte | Tabellen punkte | Awards | Awards | Awards | Awards |
| Position | Nation     | Turniere | Gespielt | Gewonnen | Unentschieden | Verloren | For    | Against | Diff   | Tabellen punkte | TW     | GS     | TC     | WS     |
| -------- | ---------- | -------- | -------- | -------- | ------------- | -------- | ------ | ------- | ------ | --------------- | ------ | ------ | ------ | ------ |
| 1        | England    | 15       | 75       | 64       | 0             | 11       | 2810   | 335     | +2475  | 128             | 8      | 7      | 12     | 0      |
| 2        | Frankreich | 15       | 75       | 50       | 0             | 25       | 1726   | 701     | +1025  | 100             | 5      | 4      | N/A    | 0      |
| 3        | Irland     | 15       | 75       | 35       | 0             | 40       | 1055   | 1097    | –42    | 70              | 2      | 1      | 2      | 2      |
| 4        | Wales      | 15       | 75       | 30       | 1             | 44       | 861    | 1042    | –181   | 61              | 0      | 0      | 1      | 3      |
| 5        | Schottland | 15       | 75       | 15       | 1             | 59       | 597    | 2065    | –1468  | 31              | 0      | 0      | 0      | 7      |
| 6        | Italien    | 10       | 50       | 14       | 1             | 35       | 579    | 1216    | –637   | 29              | 0      | 0      | N/A    | 3      |
| 7        | Spanien    | 5        | 25       | 6        | 1             | 18       | 156    | 764     | –604   | 13              | 0      | 0      | N/A    | 2      |

#### Six Nations (mit dem Bonus Punkt System) (2017–)
| Position | Nation     | Turniere | Spiele | Spiele | Spiele | Spiele | Punkte | Punkte | Punkte | Tries | Tries | Bonus punkte | Bonus punkte | Bonus punkte | Tabellen punkte | Awards | Awards | Awards | Awards |
| Position | Nation     | Turniere |        |        |        |        |        |        |        |       |       | T BP         | L BP         | GS BP        | Tabellen punkte | TW     | GS     | TC     | WS     |
| -------- | ---------- | -------- | ------ | ------ | ------ | ------ | ------ | ------ | ------ | ----- | ----- | ------------ | ------------ | ------------ | --------------- | ------ | ------ | ------ | ------ |
| 1        | England    | 8        | 33     | 32     | 0      | 1      | 1582   | 233    | +1349  | 252   | 33    | 28           | 1            | 15           | 168             | 6      | 4      | 6      | 0      |
| 2        | Frankreich | 8        | 32     | 24     | 1      | 7      | 1076   | 370    | +706   | 162   | 48    | 23           | 3            | 3            | 123             | 1      | 1      | N/A    | 0      |
| 3        | Irland     | 8        | 32     | 14     | 0      | 18     | 486    | 788    | –302   | 74    | 121   | 8            | 2            | 0            | 62              | 0      | 0      | 0      | 1      |
| 4        | Italien    | 8        | 32     | 10     | 1      | 21     | 498    | 941    | –443   | 56    | 127   | 6            | 1            | 0            | 49              | 0      | 0      | N/A    | 1      |
| 5        | Wales      | 8        | 32     | 9      | 1      | 22     | 408    | 993    | –585   | 59    | 154   | 6            | 4            | 0            | 49              | 0      | 0      | 0      | 2      |
| 6        | Schottland | 8        | 31     | 6      | 1      | 24     | 373    | 999    | –626   | 53    | 157   | 2            | 7            | 0            | 31              | 0      | 0      | 0      | 2      |

#### Insgesamt
|   | Nation     | Turniere | Spiele | Spiele | Spiele | Spiele | Punkte | Punkte | Punkte | Bonus punkte | Bonus punkte | Bonus punkte | Tabellen punkte | Awards | Awards | Awards | Awards |
|   | Nation     | Turniere |        |        |        |        |        |        | T BP   | L BP         | GS BP        | TW           | Tabellen punkte | GS     | TC     | WS     |        |
| - | ---------- | -------- | ------ | ------ | ------ | ------ | ------ | ------ | ------ | ------------ | ------------ | ------------ | --------------- | ------ | ------ | ------ | ------ |
| 1 | England    | 29       | 124    | 111    | 0      | 13     | 4867   | 649    | +4218  | 23           | 1            | 12           | 312             | 20     | 18     | 24     | 0      |
| 2 | Frankreich | 26       | 114    | 77     | 1      | 36     | 2843   | 1145   | +1698  | 19           | 3            | 3            | 219             | 6      | 5      | N/A    | 0      |
| 3 | Irland     | 27       | 115    | 50     | 0      | 65     | 1577   | 2055   | –478   | 10           | 2            | 0            | 139             | 2      | 1      | 2      | 5      |
| 4 | Wales      | 29       | 123    | 40     | 2      | 81     | 1399   | 2512   | –1113  | 3            | 6            | 0            | 104             | 0      | 0      | 1      | 7      |
| 5 | Schottland | 29       | 122    | 30     | 2      | 90     | 1179   | 3228   | –2049  | 0            | 7            | 0            | 78              | 1      | 1      | 1      | 9      |
| 6 | Italien    | 18       | 77     | 23     | 2      | 52     | 900    | 1995   | –1095  | 5            | 1            | 0            | 70              | 0      | 0      | N/A    | 4      |
| 7 | Spain      | 7        | 33     | 10     | 1      | 22     | 250    | 899    | -645   | 0            | 0            | 0            | 21              | 0      | 0      | N/A    | 2      |

## Rekorde

### Spiele mit dem höchsten Sieg
Mit 80 Punkten oder mehr:
- England v Schottland (89–0) at Twickenham on 8 March 2011 [523]
- England v Irland (88–10) at Twickenham on 20 April 2024
- England v Spain (86–3) at Madrid on 11 February 2006 [523]
- England v Wales (83–11) at Swansea on 10 April 1999 [239]
- England v Wales (81–0) at Cardiff Arms Park on 4 February 2005 [476]
- England v Schottland (80–0) at Twickenham on 16 March 2019 [1308]

## Auszeichnungen

### Player of the Championship (Spielerin des Turniers)
Folgend sind die Gewinner und Nominierten für den Preis der besten Spielerin des Turniers. Dieser wurde erstmals bei den Six Nations der Frauen 2020 vergeben.
| Year | Team                                 | Nominee                                         | Winner            | Ref    |
| ---- | ------------------------------------ | ----------------------------------------------- | ----------------- | ------ |
| 2020 | N/A                                  | N/A                                             | Emily Scarratt    | [ 11 ] |
| 2021 | England                              | Zoe Aldcroft                                    | Poppy Cleall      | [ 12 ] |
| 2021 | Frankreich                           | Caroline Boujard                                | Poppy Cleall      | [ 12 ] |
| 2021 | England                              | Poppy Cleall                                    | Poppy Cleall      | [ 12 ] |
| 2022 | England                              | Sarah Bern                                      | Laure Sansus      | [ 13 ] |
| 2022 | Frankreich                           | Madoussou Fall                                  | Laure Sansus      | [ 13 ] |
| 2022 | England                              | Marlie Packer                                   | Laure Sansus      | [ 13 ] |
| 2022 | Frankreich                           | Laure Sansus                                    | Laure Sansus      | [ 13 ] |
| 2023 | England                              | Holly Aitchison                                 | Gabrielle Vernier | [ 14 ] |
| 2023 | England                              | Marlie Packer (2)                               | Gabrielle Vernier | [ 14 ] |
| 2023 | Wales                                | Sisilia Tuipulotu                               | Gabrielle Vernier | [ 14 ] |
| 2023 | Frankreich                           | Gabrielle Vernier                               | Gabrielle Vernier | [ 14 ] |
| 2024 | Italien                              | Alyssa D'Incà [it]                              | Ellie Kildunne    | [ 15 ] |
| 2024 | England                              | Ellie Kildunne                                  | Ellie Kildunne    | [ 15 ] |
| 2024 | Frankreich                           | Romane Ménager                                  | Ellie Kildunne    | [ 15 ] |
| 2024 | Irland                               | Aoife Wafer                                     | Ellie Kildunne    | [ 15 ] |
| 2025 | Irland England Frankreich Schottland | Aoife Wafer Abby Dow Manae Feleu Evie Gallagher | Aoife Wafer       | [ 16 ] |